# Central Park Tower
Central Park Tower é um arranha-céu de uso residencial localizado no bairro de Midtown Manhattan, na cidade de Nova Iorque, ao longo da Billionaires' Row. Projetado por Adrian Smith + Gordon Gill Architecture, o edifício tem 472 metros de altura (1.550 pés), com 98 andares acima do solo e três andares no subsolo, embora o último andar seja numerado como "136". O Central Park Tower é o segundo edifício mais alto da cidade, dos Estados Unidos e do Hemisfério Ocidental, sendo o 15.º edifício mais alto do mundo, o residencial mais alto do mundo e o edifício mais alto fora da Ásia pela altura do telhado.
As escavações no local do projeto começaram em maio de 2014, e a construção começou no início de 2015. Houve vários incidentes e controvérsias durante a construção do edifício, incluindo uma controvérsia sobre o balanço da torre e a morte de um segurança. O edifício alcançou o topo em setembro de 2019 e concluído em julho de 2021. No total, a construção do Central Park Tower custou três bilhões de dólares.